# Толкачёвщина (Дзержинский район)
Толкачёвщина (бел. Таўкачоўшчына) — деревня в составе Добринёвского сельсовета Дзержинского района Минской области Беларуси. Деревня расположена в 22 километрах от Дзержинска, 30 километрах от Минска и 22 километрах от железнодорожной станции Койданово.

## История
Известна со 2-й половины XVIII века, как деревня в Минском повете Минского воеводства Великого княжества Литовского, владение Радзивиллов. После второго раздела Речи Посполитой (1793 год) в составе Российской империи. В 1800 году проживали 74 жителя, насчитывалось 14 дворов, собственность князя Доминика Радивила. 
В середине XIX века принадлежала графу Э. Чапскому, в составе Добринёвской сельской общины. В конце XIX век—начале XX века деревня находилась в составе Станьковской волости Минского уезда Минской губернии. В 1876 году находилась в аренде К.В. Грудинской, действовала корчма, которая принадлежала Ф.М. Веронич. В 1897 году, по данным первой всероссийской переписи в Суходолах проживали 63 жителя, насчитывалось 9 дворов; в 1917 году в деревне проживал 61 житель, насчитывалось 11 дворов. 
С 9 марта 1918 года в составе провозглашённой Белорусской Народной Республики, однако фактически находилась под контролем германской военной администрации. С 1 января 1919 года в составе Советской Социалистической Республики Белоруссия, а с 27 февраля того же года в составе Литовско-Белорусской ССР, летом 1919 года деревня была занята польскими войсками, после подписания рижского мира — в составе Белорусской ССР.
С 20 августа 1924 года в составе Добринёвского сельсовета Койдановского района Минского округа. 15 марта 1932 года Койдановский район преобразован в Койдановский польский национальный район, который 26 июня был переименован в Дзержинский.  31 июля 1937 года Дзержинский национальный полрайон был упразднён, деревня Толкачёвщина перешла в состав Минского района Минского округа, с 20 февраля 1938 года — в составе Минской области. 4 февраля 1939 года Дзержинский район был восстановлен. В 1926 году, по данным первой всесоюзной переписи в деревне проживали 34 жителя, насчитывалось 8 дворов. В годы коллективизации был организован колхоз.
В Великую Отечественную войну с 28 июня 1941 года до 6 июля 1944 года под немецко-фашистской оккупацией, во время войны на фронте погибли 9 жителей деревни. В 1960 году в Толкачёвщине проживали 97 жителей, входила в колхоз «Правда». В 1991 году в деревне насчитывалось 18 хозяйств, проживали 45 жителей. 
По состоянию на 2009 год в составе ОАО «Правда-Агро» (центр — д. Боровики).

## Население
| Численность населения (по годам) | Численность населения (по годам) | Численность населения (по годам) | Численность населения (по годам) | Численность населения (по годам) | Численность населения (по годам) | Численность населения (по годам) | Численность населения (по годам) |
| 1800                             | 1897                             | 1909                             | 1917                             | 1926                             | 1960                             | 1991                             | 1999                             |
| -------------------------------- | -------------------------------- | -------------------------------- | -------------------------------- | -------------------------------- | -------------------------------- | -------------------------------- | -------------------------------- |
| 74                               | ↘63                              | ↘50                              | ↗61                              | ↘34                              | ↗97                              | ↘45                              | ↘31                              |
| 2004                             | 2009                             | 2017                             | 2018                             | 2020                             | 2022                             |                                  |                                  |
| ↘18                              | ↘13                              | ↗16                              | ↗17                              | ↘15                              | ↘14                              |                                  |                                  |